# 브로닌 멀렌
브로닌 마거릿 멀렌(Bronwyn Margaret Mullen, 1984년 1월 16일 ~ )은 남아프리카 공화국 국적의 대한민국에서 활동하는 방송인이다. KBS 미녀들의 수다에서 남아프리카 공화국 패널로 첫 등장했다.
방송에서 "~습니다"를 사용하지 않아도 되는 표현에서도 "~습니다"를 사용한 것으로 인기를 모았다.

## 방송
- MBC 《하이킥! 짧은 다리의 역습》
- MBC 《찾아라! 맛있는 TV》
- SBS 《탁재훈 김구라의 비행기》
- KBS joy 《미녀들의 1박 2일》
- KBS joy 《다녀오겠습니다 시즌 1》
- KBS2 《미녀들의 수다》
- SBS 《태극기 휘날리며》
- SBS 《생방송 투데이》
- MBC 《그곳에서 살아보기》
- SBS 《미소코리아》
- 채널A 《이제 만나러 갑니다》
- KBS2 《청춘불패 2》
- 채널A 《신문이야기 돌직구 쇼》
- KBS WORLD 《아이디어스 코리아》
- KBS2 《놀이왕》
- MBC 《그린실버 고향이 좋다》
- KBS2 《생생 정보통》
- 온게임넷 《갤럭시노트3배 전국민 모두의 마블 대회》
- KBS2 《출발드림팀 시즌 2》
- 쿠키건강TV 《방랑의 객 2》
- Trend E 《오늘 밤 어때?》
- KBS2 《퀴즈쇼 사총사》

## 영화
- 《미운오리새끼》 (2012년) - 영어 선생님 역

## 참여
- 디지털 싱글 《오색오감》 - 손요, 구잘 투르수노바, 도미니크 노엘, 후지타 사유리와 함께 (2008년 6월 23일)

## 홍보대사
- 2011년 생명나눔 친선대사
- 2010년 세계공정무역인증협회 홍보대사
- 제주특별자치도 소인국 테마파크 홍보대사